# بریان بنسون
بریان بنسون (انگلیسی: Breanne Benson؛ زادهٔ ۲۲ آوریل ۱۹۸۴) بازیگر پورنوگرافی اهل آلبانی است. 